# Тензор энергии-импульса
Те́нзор эне́ргии-и́мпульса (ТЭИ) — симметричный тензор второго ранга (валентности), описывающий плотность и поток энергии и импульса полей материи и определяющий взаимодействие этих полей с гравитационным полем.
Тензор энергии-импульса является дальнейшим релятивистским обобщением понятий энергии и импульса классической механики сплошной среды. Близким к нему понятием-обобщением является 4-вектор энергии-импульса частицы в специальной теории относительности.

## Компоненты тензора энергии-импульса
Тензор энергии-импульса может быть записан в виде действительной симметричной матрицы 4x4:
| {\displaystyle T^{\mu \nu }\ =\ \left({\begin{matrix}T^{00}&T^{01}&T^{02}&T^{03}\\T^{10}&T^{11}&T^{12}&T^{13}\\T^{20}&T^{21}&T^{22}&T^{23}\\T^{30}&T^{31}&T^{32}&T^{33}\end{matrix}}\right).} |

В нём обнаруживаются следующие физические величины:
- T00 — объёмная плотность энергии. Как правило, она должна быть положительной, однако теоретически допускается существование локальных пространственных областей с отрицательной плотностью энергии. В частности, подобную область можно создать с помощью эффекта Казимира[2].
- T10, T20, T30 — компоненты импульса плотности, умноженные на c.
- T01, T02, T03 — компоненты потока энергии (вектора Пойнтинга), делённые на c. В силу симметрии Tμν соблюдается равенство: T0μ = Tμ0
- Подматрица 3 x 3 из чисто пространственных компонент

| {\displaystyle T^{ik}\ =\ \left({\begin{matrix}T^{11}&T^{12}&T^{13}\\T^{21}&T^{22}&T^{23}\\T^{31}&T^{32}&T^{33}\end{matrix}}\right)} |

есть 3-мерный тензор плотности потока импульса, или тензор напряжений со знаком минус.
Таким образом, компоненты тензора энергии-импульса имеют размерность ML−1T−2 (как у давления или плотности энергии).

### Частные случаи
В механике жидкости диагональные её компоненты соответствуют давлению, а прочие составляющие — тангенциальным усилиям (напряжениям или в старой терминологии — натяжениям), вызванным вязкостью.
Для жидкости в покое тензор энергии-импульса сводится к диагональной матрице {\displaystyle {\rm {diag}}({{\rho }c^{2}},~p,~p,~p)}, где {\displaystyle {\rho }} есть плотность массы, а {\displaystyle p} — гидростатическое давление.
- В простом случае пылевидной материи тензор энергии-импульса записывается как

{\displaystyle T^{ik}=\rho \,u^{i}u^{k}}
где {\displaystyle \rho } — плотность массы (покоя), {\displaystyle u^{i},u^{k}} — компоненты 4-скорости — записано также для простейшего случая, когда все пылевые частицы движутся с одинаковой скоростью хотя бы локально, а если последнее не так, выражение надо ещё суммировать (интегрировать) по скоростям.

## Канонический тензор энергии-импульса
В специальной теории относительности физические законы одинаковы во всех точках пространства-времени, поэтому трансляции 4-координат не должны изменять уравнений движения поля. Таким образом, согласно теореме Нётер, бесконечно малым пространственно-временным трансляциям должен соответствовать сохраняющийся нётеровский поток, который в данном случае называется каноническим ТЭИ.
Для лагранжиана (плотности функции Лагранжа) {\displaystyle {\mathcal {L}}_{\mathrm {M} }={\mathcal {L}}_{\mathrm {M} }(\phi _{i},\partial _{\mu }\phi _{i})}, зависящего от полевых функций {\displaystyle \phi _{i}} и их первых производных, но не зависящего от координат, функционал действия будет инвариантен относительно трансляций:
{\displaystyle {\begin{cases}x^{\mu }\to x^{\prime \mu }=x^{\mu }+\delta x^{\mu }\\\phi _{i}(x)\to \phi _{i}^{\prime }(x^{\prime })=\phi _{i}(x).\end{cases}}}
Из теоремы Нётер будет следовать закон сохранение канонического ТЭИ (записан в галилеевых координатах)
{\displaystyle {{T_{c}}^{\mu }}_{\nu }(x)=\sum _{i=1}^{n}{\frac {\partial {\mathcal {L}}_{\mathrm {M} }}{\partial (\partial _{\mu }\phi _{i})}}\partial _{\nu }\phi _{i}-{\mathcal {L}}_{\mathrm {M} }\delta _{\nu }^{\mu },}
который имеет вид
{\displaystyle \partial _{\mu }{T^{\mu }}_{\nu }\equiv T_{\nu ,\;\mu }^{\mu }=0.}
Канонический ТЭИ в полностью контравариантном виде имеет форму
{\displaystyle T^{\mu \nu }=g^{\nu \rho }\,{T^{\mu }}_{\rho }=\sum _{i=1}^{n}{\frac {\partial {\mathcal {L}}_{\mathrm {M} }}{\partial (\partial _{\mu }\phi _{i})}}\partial ^{\nu }\phi _{i}-{\mathcal {L}}_{\mathrm {M} }g^{\mu \nu }.}
Этот тензор неоднозначен. Свойство неоднозначности можно использовать для приведения, вообще говоря, несимметричного тензора {\displaystyle T^{\mu \nu }} к симметризованному виду добавлением тензорной величины {\displaystyle {\frac {\partial \psi ^{\mu \nu \lambda }}{\partial x^{\lambda }}}\;,} где тензор {\displaystyle \psi ^{\mu \nu \lambda }\;} антисимметричен по двум последним индексам {\displaystyle \psi ^{\mu \nu \lambda }=-\psi ^{\mu \lambda \nu }}. Действительно, для симметризованного ТЭИ
{\displaystyle \Theta ^{\mu \nu }=T^{\mu \nu }+\partial _{\lambda }\psi ^{\mu \nu \lambda }}
автоматически следует закон сохранения {\displaystyle \partial _{\nu }\Theta ^{\mu \nu }=0.}

## Метрический тензор энергии-импульса
В общей теории относительности так называемый метрический ТЭИ {\displaystyle T^{\mu \nu }(x)} выражается через вариационную производную по метрическому тензору {\displaystyle g_{\mu \nu }} в точке {\displaystyle x} пространства-времени от инвариантной относительно замен координат лагранжевой плотности функционала действия:
{\displaystyle {T_{m}}^{\mu \nu }(x)={\frac {2}{\sqrt {-g}}}{\frac {\delta ({\sqrt {-g}}{\mathcal {L}}_{\mathrm {M} })}{\delta g_{\mu \nu }(x)}}=g^{\mu \nu }{\mathcal {L}}_{\mathrm {M} }-2{\frac {\delta {\mathcal {L}}_{\mathrm {M} }}{\delta g_{\mu \nu }}}=}
{\displaystyle ={\frac {2}{\sqrt {-g}}}\left({\frac {\partial ({\sqrt {-g}}{\mathcal {L}}_{\mathrm {M} })}{\partial g_{\mu \nu }(x)}}-{\frac {\partial }{\partial x^{\lambda }}}{\frac {\partial ({\sqrt {-g}}{\mathcal {L}}_{\mathrm {M} })}{\partial \displaystyle {\frac {\partial g_{\mu \nu }(x)}{\partial x^{\lambda }}}}}+\ldots \right),}
где {\displaystyle g(x)=\det \left(g_{\mu \nu }(x)\right).}
Этот тензор энергии-импульса очевидно симметричен. В уравнения Эйнштейна метрический ТЭИ входит в качестве внешнего источника гравитационного поля:
{\displaystyle {\frac {c^{4}}{8\pi G}}\left(R_{\mu \nu }-{\frac {1}{2}}g_{\mu \nu }R+\Lambda g_{\mu \nu }\right)=T_{\mu \nu }(x),}
где {\displaystyle R_{\mu \nu }} — тензор Риччи, {\displaystyle R=g^{\mu \nu }R_{\mu \nu }} — скалярная кривизна. Для этого тензора в силу инвариантности действия относительно координатных подстановок справедлив дифференциальный закон сохранения в виде
{\displaystyle T_{\nu ;\mu }^{\mu }=0.}

## Тензор энергии-импульса в классической электродинамике
В классической электродинамике тензор энергии-импульса электромагнитного поля в Международной системе единиц (СИ) имеет вид:
{\displaystyle T_{00}={\frac {\mathbf {E} \cdot \mathbf {D} }{2}}+{\frac {\mathbf {B} \cdot \mathbf {H} }{2}}}
{\displaystyle {\begin{pmatrix}T_{01}&T_{02}&T_{03}\end{pmatrix}}={\begin{pmatrix}T_{10}&T_{20}&T_{30}\end{pmatrix}}={\frac {1}{c}}\left[\mathbf {E} \times \mathbf {H} \right]}
{\displaystyle T_{ij}=E_{i}D_{j}+B_{i}H_{j}-{\frac {1}{2}}\delta _{ij}(\mathbf {E} \cdot \mathbf {D} +\mathbf {B} \cdot \mathbf {H} )=E_{i}D_{j}+B_{i}H_{j}-\delta _{ij}T_{00}.}
Пространственные компоненты {\displaystyle T_{ij}} образуют трёхмерный тензор, который называют максвелловским тензором напряжений или тензором натяжений Максвелла.
В ковариантной форме можно записать:
{\displaystyle T^{\mu \nu }=-{\frac {1}{\mu _{0}}}[F^{\mu \alpha }F_{\alpha }{}^{\nu }+{\frac {1}{4}}\eta ^{\mu \nu }F_{\alpha \beta }F^{\alpha \beta }]\,.}